# Nieznajomi z pociągu
Nieznajomi z pociągu (oryg. Strangers on a Train) – amerykański czarno-biały film noir z 1951 roku, oparty na powieści Patricii Highsmith Znajomi z pociągu. Reżyserem i producentem filmu był Alfred Hitchcock.

## Obsada
- Farley Granger – Guy Haines
- Ruth Roman – Anne Morton
- Robert Walker – Bruno Anthony
- Leo G. Carroll – senator Morton
- Patricia Hitchcock – Barbara Morton
- Laura Elliott – Miriam Joyce Haines
- Jonathan Hale – pan Anthony (ojciec Bruna)
- Marion Lorne – pani Anthony (matka)

## Fabuła

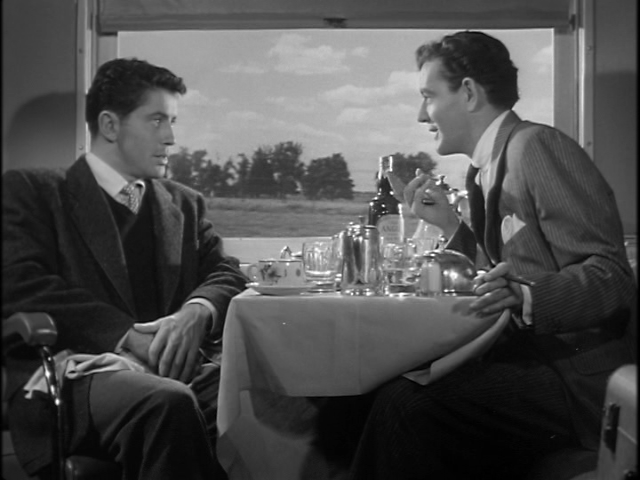
Scena z pociągu: Haines i Anthony

Guya Hainesa (Farley Granger) podczas podróży pociągiem zaczepia niejaki Bruno Anthony (Robert Walker), rozpoznając w nim sławnego tenisistę, o którego zapowiadanym rozwodzie dowiedział się z prasy. Przedstawia on Guyowi swój pomysł na zbrodnię doskonałą: jeden zabija wskazaną przez swego wspólnika ofiarę, po czym drugi rewanżuje się podobnie, dzięki czemu nie sposób powiązać zamordowanych ze sprawcami. Sugeruje, by obaj zawarli tego rodzaju umowę: żona Guya „w zamian” za ojca Brunona. Choć Haines z miejsca odrzuca tę propozycję, biorąc ją za żart, Bruno dokonuje morderstwa na jego żonie, po czym zaczyna nękać tenisistę, ażeby i on wywiązał się ze swej części, faktycznie nigdy niezawartej, umowy.

## Nagrody
- 1952: nominacja do Oscara: najlepsze zdjęcia (filmy czarno-białe) dla Roberta Burksa.